# Rybné
Rybné (německy Rybny, Ribney) je obec v okrese Jihlava v Kraji Vysočina. Žije zde 120 obyvatel.

## Název
Název se vyvíjel od varianty Rybne (1356), z Rybnyho (1548), Rybne (1556), Rybny (1590, 1601, 1678), Rubny (1718), Ribny (1720), Ribni (1751), Rybnj (1846), Rybny a Rybné (1872) až k podobě Rybné v letech 1811 a 1924. Místní jméno je odvozeno od přídavného jména rybné a znamenalo místo, kde jsou ryby.

## Historie
První písemná zmínka o obci pochází z roku 1356 (de Rybne), kdy tehdejší majitel Ješek z Horek přepisuje část podílu na své tvrzi v Horkách své ženě Markétě z Rybného. Historie Rybného je spojena se sousedním Jamným, obě vsi pravděpodobně vznikly ve stejnou dobu. V letech 1376–1399 v tvrzi bydlel vladyka Jan z Rybného, vlastník zdejšího dvora i celé vsi. Od roku 1484 drželi Rybné stejní majitelé jako Jamné. V roce 1741 obec měla svůj pečetní znak zobrazující dvě ryby.
Přes obec vedla stará silnice z Čech na Moravu, tzv. „královská cesta“, po které 2. února 1620 tudy projížděl český král Bedřich Falcký. V letech 1850–1867 spadalo Rybné pod správu obce Jamné. Roku 1866 tudy táhlo pruské vojsko, které do obce zaneslo epidemii cholery, na kterou zemřelo 23 obyvatel vsi. V letech 1869–1950 spadala obec pod okres Jihlava, v letech 1950–1961 pod okres Jihlava-okolí a od roku 1961 opět pod okres Jihlava.

### Vlastníci obce
- 1376–1399 – vladyka Jan z Rybného
- do roku 1490 – benediktýnský klášter v Třebíči
- 1490 – Vilém z Pernštejna (nákup za 80 zlatých)
- 1550 – Vratislav z Pernštejna
- 1557 – Jan Stránecký ze Stránce
- 1580 – Jan Chroustenský z Malovar
- 1590 – Jan Schleglovský ze Schizendorfu (také Šlejklovský)[9]
- 1591 – Jan Šlejklovský ves prodal Zuzaně Lvové z Lisova (později se psala jako Zuzana Mičanovská z Lisova) za 9000 moravských zlatých.[9]
- 1601 – Matouš Grün ze Stürzengurgu
- 1620 – Šmibauer ze Šmilova
- 1622–1790 – jezuitská kolej v Jihlavě
- poté spadala pod jamenské panství

## Přírodní poměry
Nachází se osm kilometrů jižně od Polné, třináct kilometrů severovýchodně od Jihlavy a 1,5 kilometru jihovýchodně od Jamného. Geomorfologicky je oblast součástí Křižanovské vrchoviny a jejího podcelku Brtnická vrchovina, v jejíž rámci spadá pod geomorfologický okrsek Řehořovská pahorkatina. Průměrná nadmořská výška činí 565 metrů. Obcí protéká Rybenský potok, na němž se nachází řada rybníků, tři z nich jsou pojmenované – Horní, Dolní a Nový. V polích jižně od obce vedle kříže z roku 1898 roste památná patnáctimetrová lípa srdčitá, jejíž stáří bylo roku 2009 odhadováno na sto let.

## Obyvatelstvo
Podle sčítání 1930 zde žilo v 46 domech 270 obyvatel. 254 obyvatel se hlásilo k československé národnosti a 1 k německé. Žilo zde 256 římských katolíků.
| Rok            | 1869 | 1880 | 1890 | 1900 | 1910 | 1921 | 1930 | 1950 | 1961 | 1970 | 1980 | 1991 | 2001 | 2011 | 2021 |
| -------------- | ---- | ---- | ---- | ---- | ---- | ---- | ---- | ---- | ---- | ---- | ---- | ---- | ---- | ---- | ---- |
| Počet obyvatel | 228  | 264  | 297  | 268  | 270  | 310  | 270  | 182  | 183  | 140  | 122  | 99   | 97   | 115  | 126  |
| Počet domů     | 34   | 41   | 47   | 45   | 45   | 46   | 46   | 45   | 39   | 36   | 33   | 37   | 39   | 44   | 45   |

## Obecní správa a politika

### Zastupitelstvo a starosta, členství ve sdruženích
Obec má sedmičlenné zastupitelstvo, v jehož čele stojí starosta Josef Tlačbaba.
| Období    | Voliči | Účast v % | Mandáty | Výsledky                         | Starosta       |
| --------- | ------ | --------- | ------- | -------------------------------- | -------------- |
| 2002–2006 | 76     | 57,89     | 7       | 6 KDU-ČSL 1 Josef Čermák,NK      | Pavel Novák    |
| 2006–2010 | 76     | 86,84     | 7       | 7 Sdružení nezávislých kandidátů | Pavel Novák    |
| 2010–2014 | 90     | 66,67     | 7       | 7 Sdružení nezávislých kandidátů | Josef Tlačbaba |
| 2014–2018 | 93     | 52,69     | 7       | 7 Sdružení nezávislých kandidátů | Josef Tlačbaba |

Rybné je členem Dobrovolného svazku obcí Mikroregionu Polensko a místní akční skupiny Českomoravské pomezí.

### Obecní symboly
Znak a vlajka byly obci uděleny rozhodnutím předsedy Poslanecké sněmovny Parlamentu České republiky dne 19. ledna 2007. Znak: V modrém štítě dva nad sebou opačně plující stříbrní kapři, horní doleva. Vlajka: Modrý list se dvěma bílými kapry nad sebou, horní plovoucí k vlajícímu okraji, dolní k žerďovému. Poměr šířky k délce listu je 2 : 3.

## Hospodářství a doprava
Okolní půdu obdělává zemědělské družstvo ze Zhoře. Roku 2002 tu dokončili plynofikaci. K zábavě slouží místní fotbalové hřiště. Dopravní obslužnost zajišťuje dopravce ICOM transport. Autobusy jezdí ve směrech Jihlava, Arnolec, Věžnice, Kamenice, Jamné, Bohdalov, Žďár nad Sázavou, Nadějov, Polná a Měřín.
Jižní částí katastru prochází dálnice D1. Obcí prochází silnice II/351 Polná – Rybné – Kamenice. Dále jsou zde silnice III. třídy:
- III/3533 Jamné – Rybné
- III/3515 Rybné – Nadějov

## Školství, kultura a sport
Děti dojíždějí především do základní školy v Jamném a Velkém Beranově. Působí zde občanské sdružení Sportovní Klub Přátelé Fotbalu Rybné a Sbor dobrovolných hasičů.

## Farnost
Do roku 1558 osada patřila pod Zhoř, poté ji přifařili do Měřína. V období 1667–1768 spadala k Bohdalovu. Mezi lety 1765–1824 připadla k nově zřízené lokálii ve Zhoři. Od roku 1824 se připojila k farnosti v Jamném.

## Pamětihodnosti
- Pomník svatého Jana Nepomuckého – pochází z počátku 18. století, dílo V. V. Morávka
- Pomník oběhem první světové války – obnoven v roce 1984
- Návesní zvonice z roku 1732, zvon uvnitř je ozdoben plastikami svatého Jana Nepomuckého a svatého Floriána
- Boží muka
- Pamětní kámen – původně stojící na křižovatce cest Rybné–Lipina–Nadějov asi 1,5 kilometru severně od vsi, tato kamenná deska o velikosti 90x43x14 cm a s reliéfem dvojramenného kříže byla přemístěn doprostřed obce kvůli možnému odcizení. Podle pověstí by měl pocházet z období Cyrila a Metoděje.